# Arkhànguelsk

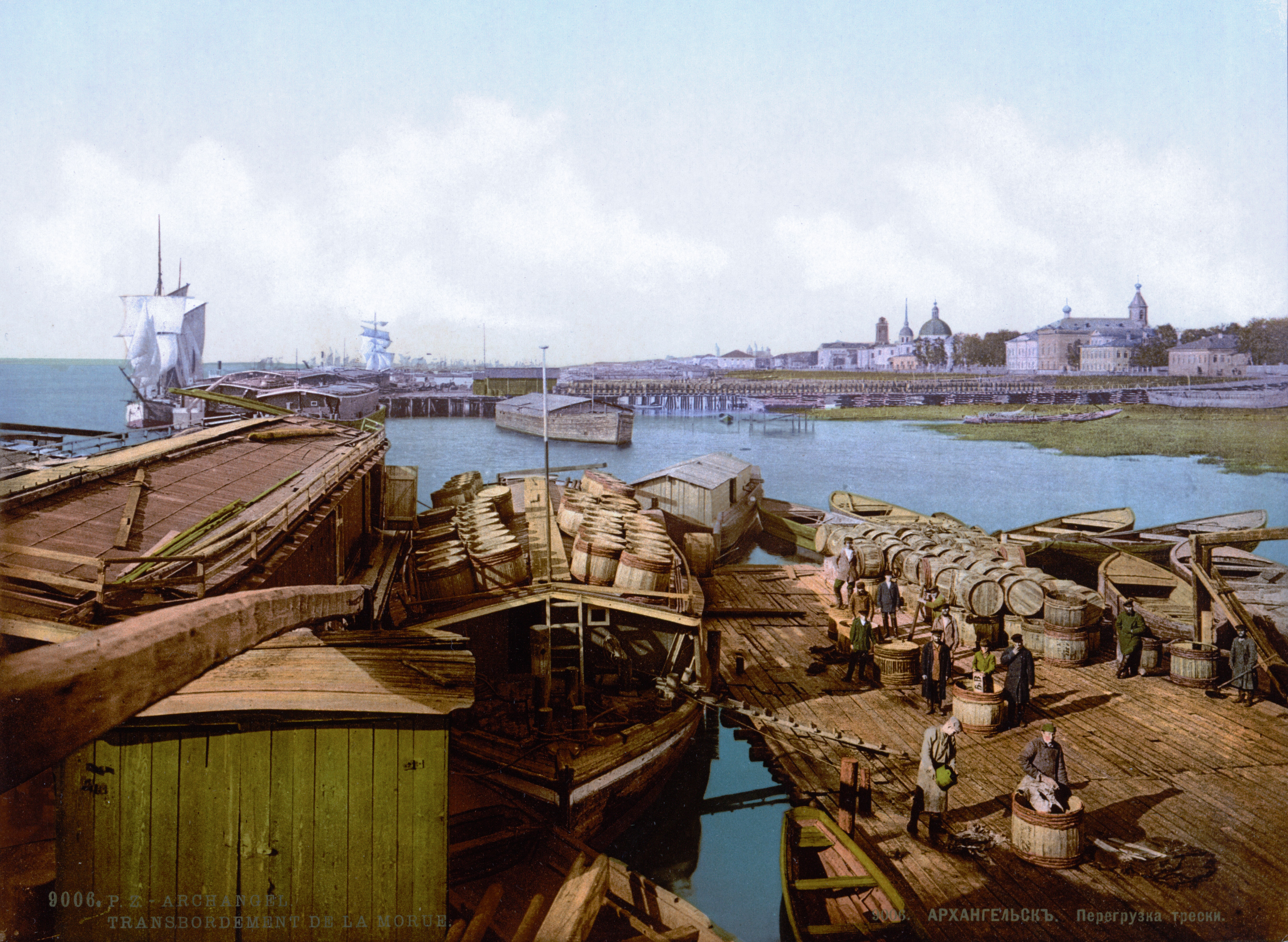
El port d'Arkhànguelsk el 1896

Arkhànguelsk (transliteració del rus Архангельск, abans coneguda en català com a Arcàngel) és una ciutat de l'extrem nord de la Rússia europea, situada vora el riu Dvinà Septentrional, prop de la seva desembocadura a la mar Blanca. És la capital de l'óblast d'Arkhànguelsk. El 2002 tenia 355.500 habitants.
La seva fundació és del 1584, per ordre d'Ivan el Terrible, que li va posar el nom de Novo Kholmogori, ja que els seus pobladors foren colons (anomenats pomors) vinguts de Kholmogori, la localitat principal de la regió. Més tard adoptaria el nom de l'antic monestir dedicat a Sant Miquel Arcàngel, fundat en aquell emplaçament al segle xii.
Fou el port principal de la Rússia medieval fins a la creació del port de Sant Petersburg el 1703. En temps moderns va esdevenir una important base naval i de submarins de l'Armada soviètica. Actualment continua sent un port important, dedicat al comerç de la fusta i el peix, que ara funciona tot l'any gràcies a l'eficàcia dels trencagels, que aconsegueixen mantenir-lo obert fins i tot a l'hivern, en què el glaç cobreix l'estuari del Dvinà.
Les principals edificacions històriques de la ciutat són els Gostínie Dvori o "Patis dels Hostes", a manera de gran fortalesa (1668-84), i la fortalesa Novodvínskaia (1701-05). També hi destaquen els monuments a l'escriptor i erudit Mikhaïl Lomonóssov, nascut a la regió, de 1829, i el dedicat al tsar Pere el Gran, que va fer construir unes drassanes a la ciutat, de 1872.
Arkhànguelsk també disposa d'una escola d'estudis marítims, una universitat politècnica i un museu regional.

## Clima
| Dades climàtiques a Arkhangelsk    | Dades climàtiques a Arkhangelsk | Dades climàtiques a Arkhangelsk | Dades climàtiques a Arkhangelsk | Dades climàtiques a Arkhangelsk | Dades climàtiques a Arkhangelsk | Dades climàtiques a Arkhangelsk | Dades climàtiques a Arkhangelsk | Dades climàtiques a Arkhangelsk | Dades climàtiques a Arkhangelsk | Dades climàtiques a Arkhangelsk | Dades climàtiques a Arkhangelsk | Dades climàtiques a Arkhangelsk | Dades climàtiques a Arkhangelsk |
| Mes                                | gen                             | febr                            | març                            | abr                             | maig                            | juny                            | jul                             | ag                              | set                             | oct                             | nov                             | des                             | anual                           |
| ---------------------------------- | ------------------------------- | ------------------------------- | ------------------------------- | ------------------------------- | ------------------------------- | ------------------------------- | ------------------------------- | ------------------------------- | ------------------------------- | ------------------------------- | ------------------------------- | ------------------------------- | ------------------------------- |
| Màxima rècord °C (°F)              | 5.0 (41)                        | 5.2 (41.4)                      | 12.1 (53.8)                     | 25.3 (77.5)                     | 31.7 (89.1)                     | 33.0 (91.4)                     | 34.4 (93.9)                     | 33.4 (92.1)                     | 27.7 (81.9)                     | 18.3 (64.9)                     | 10.0 (50)                       | 5.8 (42.4)                      | 34.4 (93.9)                     |
| Màxima mitjana °C (°F)             | −9.2 (15.4)                     | −7.7 (18.1)                     | −1.2 (29.8)                     | 5.4 (41.7)                      | 12.5 (54.5)                     | 18.7 (65.7)                     | 21.8 (71.2)                     | 18.0 (64.4)                     | 12.2 (54)                       | 4.8 (40.6)                      | −2.5 (27.5)                     | −6.4 (20.5)                     | 5.5 (41.9)                      |
| Mitjana diària °C (°F)             | −12.7 (9.1)                     | −11.4 (11.5)                    | −5.5 (22.1)                     | 0.4 (32.7)                      | 6.9 (44.4)                      | 13.0 (55.4)                     | 16.3 (61.3)                     | 13.1 (55.6)                     | 8.2 (46.8)                      | 2.3 (36.1)                      | −5.1 (22.8)                     | −9.8 (14.4)                     | 1.3 (34.3)                      |
| Mínima mitjana °C (°F)             | −16.5 (2.3)                     | −15.2 (4.6)                     | −9.4 (15.1)                     | −3.9 (25)                       | 2.2 (36)                        | 7.7 (45.9)                      | 11.3 (52.3)                     | 8.9 (48)                        | 5.1 (41.2)                      | 0.1 (32.2)                      | −7.7 (18.1)                     | −13.4 (7.9)                     | −2.6 (27.3)                     |
| Mínima rècord °C (°F)              | −45.2 (−49.4)                   | −41.2 (−42.2)                   | −37.1 (−34.8)                   | −27.3 (−17.1)                   | −13.7 (7.3)                     | −3.9 (25)                       | −0.5 (31.1)                     | −4.1 (24.6)                     | −7.5 (18.5)                     | −21.1 (−6)                      | −36.5 (−33.7)                   | −43.2 (−45.8)                   | −45.2 (−49.4)                   |
| Precipitació mitjana mm (polzades) | 38 (1.5)                        | 29 (1.14)                       | 30 (1.18)                       | 30 (1.18)                       | 49 (1.93)                       | 61 (2.4)                        | 73 (2.87)                       | 70 (2.76)                       | 61 (2.4)                        | 66 (2.6)                        | 53 (2.09)                       | 46 (1.81)                       | 606 (23.86)                     |
| Mitjana de dies de pluja           | 2                               | 2                               | 4                               | 10                              | 17                              | 17                              | 18                              | 19                              | 22                              | 19                              | 9                               | 4                               | 143                             |
| Mitjana de dies de neu             | 27                              | 26                              | 23                              | 13                              | 6                               | 1                               | 0                               | 0.03                            | 1                               | 13                              | 25                              | 28                              | 163                             |
| Mitjana de dies de gelada          | 31.0                            | 28.0                            | 31.0                            | 14.1                            | 5.6                             | 1.0                             | 0.6                             | 0.7                             | 2.4                             | 18.6                            | 30.0                            | 31.0                            | 194.0                           |
| Humitat relativa mitjana (%)       | 85                              | 84                              | 80                              | 72                              | 68                              | 69                              | 75                              | 81                              | 85                              | 88                              | 89                              | 87                              | 80                              |
| Mitjana mensual d'hores de sol     | 13                              | 56                              | 117                             | 193                             | 262                             | 298                             | 301                             | 203                             | 116                             | 59                              | 19                              | 6                               | 1.643                           |
| Font #1: Pogoda.ru.net             |                                 |                                 |                                 |                                 |                                 |                                 |                                 |                                 |                                 |                                 |                                 |                                 |                                 |
| Font #2: NOAA (sun, 1961–1990)     |                                 |                                 |                                 |                                 |                                 |                                 |                                 |                                 |                                 |                                 |                                 |                                 |                                 |